# Robert Kearns
Robert Kearns američki je basist. Osnivač je sastava Cry of Love i član od 1989. do 1997., te član sastava The Bottle Rockets od 1998. do 2005.
Na turneji sastava Lynyrd Skynyrd 2009. mijenja tada oboljelog Ean Evansa, a nakon njegove smrti postaje stalni član sastava sve do 2012.
Kearns je svirao na turnejama ili snimao pjesme sa sljedećim umjetnicima: Chris Duarte, Jack Ingram, Todd Snider, Alvin Youngblood Hart, Jesse Dayton, Sisters Morales, Bonnie Bishop, Chris Cagle, Hays Carll, i Edwin McCain.